# Ержебет Валькаї
Ержебет Валькаї (італ. Erzsébet Valkai, 6 березня 1979) — італійська ватерполістка.
Учасниця Олімпійських Ігор 2004, 2008 років. Срібна медалістка Чемпіонату світу 2001 року.